# Carl Dahl (stiftamtmand)
 Der er flere personer med dette navn, se Carl Dahl.
Carl Bodilius August Dahl (født 1. august 1810 i Aarhus, død 20. august 1870 på Moesgård) var en dansk stiftamtmand og departementschef, bror til Christian Dahl.

## Karriere
Han var søn af ejer af Aarhus Mølle, senere overkrigskommissær og landinspektør, kaptajn Johannes Dahl (1775-1815) og Kjerstine Fogh (1780-1834). Dahl blev 1829 student fra Aarhus lærde Skole, 1834 juridisk kandidat og samme år volontør i Danske Kancelli, 1841 kancellist sammesteds, 1845 kancellisekretær, 1847 fuldmægtig i Kancelliets 3. Departement, 1848 kontorchef og departementssekretær i Justitsministeriet, overtog ved Indenrigsministeriets oprettelse i slutningen af samme år stillingen som chef for Kontoret for Kommune- og Næringssager, konstitueredes 1850 som departementschef i Indenrigsministeriet, i hvilken stilling han 1852 fik fast ansættelse, fungerede 1855-56 som direktør for det samlede Indenrigsministerium, var endvidere medlem af bestyrelsen for den i anledning af pengekrisen 1857 oprettede midlertidige Laanekasse for Kongeriget, fungerede tillige fra 1859-62 med undtagelse af den korte tid, i hvilken det rotwittske ministerium bestod, som direktør for Veterinær- og Landbohøjskolen for finansminister C.E. Fenger.

### Amtmand
Dahl blev 10. december 1861 (med tiltrædelse 1. april 1862) udnævnt til amtmand over Vejle Amt og 24. april (med tiltrædelse 1. maj) 1868 til stiftamtmand over Aarhus Stift og amtmand over Aarhus Amt, hvor han efterfulgte sin broder, der tog afsked på grund af svigtende helbred, og tog selv også 15. februar 1870 på grund af nedbrudt helbred sin afsked (med effekt fra 28. februar). Carl Dahl døde 20. august samme år på sin broders ejendom Moesgård. Han er begravet i Moesgårds park.
Han var i besiddelse af en fast karakter, stor beslutningsevne og mangesidige kundskaber og lagde både som departementschef og som amtmand en ualmindelig dygtighed og nidkærhed for dagen. 
Fra 1855 ejede han herregården Østergård, som hans bror arvede efter Carl Dahls død.

## Tillidshverv
Dahl var også 1851-1862 formand for Eksaminationskommissionen for landmåler- og landinspektøreksamen; 1852-1855 medlem af den overordnede Tiendekommission; fra 1862 formand for valgbestyrelsen for 10. Landstingskreds indtil 1870, blev 1864 fast formand for Overlandvæsenskommissionen i Vejle Amtsrådskreds til 1868, derefter for Kommissionen i Aarhus og Skanderborg Amtrådskredse indtil 1870.

## Rang og hæder
Dahl blev virkelig kancelliråd 1848, virkelig justitsråd 1850, Ridder af Dannebrog 9. maj 1852, virkelig etatsråd 1854, Dannebrogsmand 30. juni 1856 og konferensråd 1859.

## Gengivelser
- Portrætmaleri af Constantin Hansen fra 1863 på Moesgård
- Fotografi af H. Diedrich fra 1860'erne (Det Kongelige Bibliotek)